# تیلی فلایشر
تیلی فلایشر (آلمانی: Tilly Fleischer؛ ۲ اکتبر ۱۹۱۱ – ۱۴ ژوئیهٔ ۲۰۰۵) یک ورزشکار اهل آلمان بود.